# Kevin Nealon
Kevin Nealon (St. Louis, 18 de novembro de 1953) é um ator e comediante norte-americano, mais conhecido por ter feito parte do elenco do Saturday Night Live.